# Pramadea albopunctum
Pramadea albopunctum is een vlinder uit de familie van de grasmotten (Crambidae). De wetenschappelijke naam van deze soort is voor het eerst voorgesteld als Syllepte albopunctum door Christian Guillermet in een publicatie uit 1996.

## Verspreiding
De soort komt voor in Réunion.

## Waardplanten
De rups leeft op Impatiens walleriana (Balsaminaceae).